# Michal Šimečka
Michal Šimečka (* 10. května 1984 Bratislava) je slovenský politik, politolog a bývalý novinář, současný předseda strany Progresívne Slovensko. Od 25. října 2023 do 17. září 2024 byl místopředsedou Národní rady Slovenské republiky.

## Život
Vystudoval bakalářské studium politologie a mezinárodních vztahů na Fakultě sociálních věd Univerzity Karlovy v Praze a magisterské a doktorské studium politických věd na Oxfordské univerzitě.
Patří k zakladatelům liberální politické strany Progresívne Slovensko, v květnu 2022 byl zvolen jejím předsedou. Od roku 2019 byl poslancem Evropského parlamentu, v lednu 2022 se stal jako první Slovák jeho místopředsedou.
Je vnukem Milana Šimečky a synem Martina M. Šimečky.
S partnerkou Soňou Ferienčíkovou má dceru Táňu (* 2020).